# Magdalena Bachmatiuk
Magdalena Bachmatiuk (ur. 14 stycznia 1986 w Wałczu) – polska lekkoatletka.

## Życiorys
Wicemistrzyni olimpijska niesłyszących z Melbourne 2005 i Tajpej 2009, rekordzistka świata niesłyszących w skoku w dal i trójskoku, wielokrotna medalistka mistrzostw świata i Europy niesłyszących. Obecnie jest nauczycielem wychowania fizycznego w szkole.
W 2020 odznaczona Srebrnym Krzyżem Zasługi.
W lipcu 2020 przekazała do Muzeum Sportu i Turystyki w Warszawie swój medal olimpijski z Tajpej.
W 2021 roku bierze aktywnie udział w ogólnopolskim projekcie szkolnym "Zaproś mnie na swoją lekcję".

## Sukcesy

### Wśród słyszących
- Srebrny medal Ogólnopolskiej Olimpiady Młodzieży w trójskoku – Wrocław, 2002 r.
- Złoty medal Halowych Mistrzostw Polski Juniorów Młodszych – Warszawa, 2003 r.
- Srebrny medal Halowych Mistrzostw Polski Juniorów w trójskoku – Spała, 2004 r.
- Złoty medal Mistrzostw Polski Juniorów w trójskoku – Białystok, 2004 r.
- Reprezentacja Polski w Mistrzostwach Europy Juniorów – Kowno, Litwa 2005 r.
- Srebrny medal Młodzieżowych Mistrzostw Polski w trójskoku – Toruń, 2006 r.
- Srebrny medal Młodzieżowych Mistrzostw Polski w trójskoku – Słupsk, 2007 r.
- Srebrny medal Młodzieżowych Mistrzostw Polski w trójskoku – Grudziądz, 2008 r.
- Czwarte miejsce Mistrzostw Polski Seniorów w trójskoku – Bydgoszcz, 2009 r.

### Wśród niesłyszących
- Srebrny medal olimpijski XX Igrzysk Olimpijskich Niesłyszących w trójskoku – Melbourne 2005 r.
- Rekord Świata Niesłyszących w skoku w dal – 5,92 m (9 września 2006 Poznań, Polska)
- Rekord Świata Niesłyszących w trójskoku – 12,92 m (14 września 2006 Łódź, Polska)
- Złoty medal Mistrzostw Europy Niesłyszących w Lekkiej Atletyce w trójskoku – Sofia, Bułgaria 2007 r.
- Srebrny medal Mistrzostw Europy Niesłyszących w Lekkiej Atletyce w skoku w dal – Sofia 2007 r.
- Brązowy medal Mistrzostw Europy Niesłyszących w Lekkiej Atletyce w biegu na 100 m – Sofia, Bułgaria 2007 r.
- Złoty medal Halowych Mistrzostw Europy Niesłyszących w Lekkiej Atletyce w skoku w dal – Genua, Włochy 2008 r.
- Srebrny medal Halowych Mistrzostw Europy Niesłyszących w Lekkiej Atletyce w trójskoku – Genua, Włochy 2008 r.
- Halowy Rekord Europy Niesłyszących w skoku w dal – 5,78 m 22 lutego 2008 Spała Polska
- Złoty medal Mistrzostw Świata Niesłyszących w Lekkiej Atletyce w skoku w dal – Izmir, Turcja 2008 r.
- Złoty medal Mistrzostw Świata Niesłyszących w Lekkiej Atletyce w trójskoku – Izmir, Turcja 2008 r.
- Rekord Świata Niesłyszących w skoku w dal – 5,97 m (27 września 2008 Izmir, Turcja)
- Halowy Rekord Europy Niesłyszących w skoku w dal – 5,82 m 21 lutego 2009 Spała, Polska
- Wyrównany Rekord Świata Niesłyszących w trójskoku – 12,92 m 2 sierpnia 2009 Bydgoszcz, Polska
- Srebrny medal olimpijski XXI Igrzysk Olimpijskich Niesłyszących w trójskoku – 12,91 m Tajpej 2009 r.
- Srebrny medal Mistrzostw Europy Niesłyszących w trójskoku – 12,08 m 14 lipca 2011 Kayseri, Turcja
- Brązowy medal Halowych Mistrzostw Europy Niesłyszących w trójskoku – 11,38 m marzec 2012 – Tallin, Estonia

### Rekordy życiowe
- skok w dal – 5,97 m (27 września 2008 Izmir Turcja) nieoficjalny – 6,08 m (30 maja 2009 Międzyzdroje Polska)
- trójskok – 12,92 m (14 września 2006 Łódź Polska)

## Kluby
- PLKS GWDA Piła do 2011 r. & UMKSN Poznań
- WKS Wawel Kraków 2011 – 2012.